# Squadra lettone di Fed Cup
La squadra lettone di Fed Cup (Latvijas Federācijas kausa komanda) rappresenta la Lettonia nel torneo tennistico Fed Cup, ed è posta sotto l'egida della Latvian Tennis Union.
Essa partecipa alla competizione dal 1992, dopo l'ottenimento dell'indipendenza dall'Unione Sovietica. Fino ad allora infatti le tenniste lettoni (così come in tutti gli altri sport) rappresentavano l'Unione Sovietica, i cui risultati sono oggi ereditati dalla Russia. Nel 1993 fece parte del Gruppo Mondiale, all'epoca composto da 16 squadre.

## Risultati
| = Incontro del Gruppo Mondiale |

### 2010-2019
| Anno | Turno                         | Data       | Sede           | Avversario    | Punteggio | Esito     |
| ---- | ----------------------------- | ---------- | -------------- | ------------- | --------- | --------- |
| 2010 | Gruppo I, Fase a gironi       | 3 febbraio | Lisbona (PRT)  | Ungheria      | 1 – 2     | Sconfitta |
| 2010 | Gruppo I, Fase a gironi       | 4 febbraio | Lisbona (PRT)  | Svezia        | 1 – 2     | Sconfitta |
| 2010 | Gruppo I, Fase a gironi       | 5 febbraio | Lisbona (PRT)  | Danimarca     | 1 – 2     | Sconfitta |
| 2010 | Gruppo I, Play-out            | 6 febbraio | Lisbona (PRT)  | Bosnia E.     | 3 – 0     | Vittoria  |
| 2011 | Gruppo I, Fase a gironi       | 2 febbraio | Eilat (ISR)    | Ungheria      | 0 – 3     | Sconfitta |
| 2011 | Gruppo I, Fase a gironi       | 3 febbraio | Eilat (ISR)    | Romania       | 1 – 2     | Sconfitta |
| 2011 | Gruppo I, Fase a gironi       | 4 febbraio | Eilat (ISR)    | Paesi Bassi   | 0 – 3     | Sconfitta |
| 2011 | Gruppo I, Play-out            | 5 febbraio | Eilat (ISR)    | Bulgaria      | 0 – 2     | Sconfitta |
| 2012 | Gruppo II, Fase a gironi      | 18 aprile  | Il Cairo (EGY) | Turchia       | 1 – 2     | Sconfitta |
| 2012 | Gruppo II, Fase a gironi      | 19 aprile  | Il Cairo (EGY) | Georgia       | 1 – 2     | Sconfitta |
| 2012 | Gruppo II, Fase a gironi      | 20 aprile  | Il Cairo (EGY) | Norvegia      | 3 – 0     | Vittoria  |
| 2012 | Gruppo II, Play-out           | 21 aprile  | Il Cairo (EGY) | Danimarca     | 3 – 0     | Vittoria  |
| 2013 | Gruppo II, Fase a gironi      | 17 aprile  | Dulcigno (MNE) | Finlandia     | 3 – 0     | Vittoria  |
| 2013 | Gruppo II, Fase a gironi      | 18 aprile  | Dulcigno (MNE) | Estonia       | 3 – 0     | Vittoria  |
| 2013 | Gruppo II, Fase a gironi      | 19 aprile  | Dulcigno (MNE) | Tunisia       | 1 – 2     | Sconfitta |
| 2013 | Gruppo II, Playoff promozione | 20 aprile  | Dulcigno (MNE) | Montenegro    | 2 – 1     | Vittoria  |
| 2014 | Gruppo I, Fase a gironi       | 5 febbraio | Budapest (HUN) | Gran Bretagna | 1 – 2     | Sconfitta |
| 2014 | Gruppo I, Fase a gironi       | 7 febbraio | Budapest (HUN) | Ungheria      | 1 – 2     | Sconfitta |
| 2014 | Gruppo I, Fase a gironi       | 8 febbraio | Budapest (HUN) | Romania       | 1 – 2     | Sconfitta |
| 2014 | Gruppo I, Play-out            | 9 febbraio | Budapest (HUN) | Slovenia      | 2 – 0     | Vittoria  |
| 2015 | Gruppo I, Fase a gironi       | 4 febbraio | Budapest (HUN) | Belgio        | 0 – 3     | Sconfitta |
| 2015 | Gruppo I, Fase a gironi       | 5 febbraio | Budapest (HUN) | Croazia       | 1 – 2     | Sconfitta |
| 2015 | Gruppo I, Fase a gironi       | 6 febbraio | Budapest (HUN) | Israele       | 1 – 2     | Sconfitta |
| 2015 | Gruppo I, Play-out            | 7 febbraio | Budapest (HUN) | Austria       | 2 – 1     | Vittoria  |